# بطولة تونس للكرة الطائرة للرجال 2024–25
بطولة تونس للكرة الطائرة للرجال 2024-2025 هو الموسم رقم 70 من بطولة تونس للكرة الطائرة للرجال.

## روابط خارجية
- الموقع الرسمي للجامعة التونسية للكرة الطائرة.